# Tina Wilhelmsson
Tina Wilhelmsson, född 10 maj 1977 i Västerås, är en svensk vissångare och kompositör. 

## Biografi
Tina Wilhelmsson studerade teater vid Blekinge läns folkhögskola (2000-2001) och utbildade sig till visartist vid Visskolan i Västervik 2005-2006. Därefter bildade hon duon Narcissus (2006-2012) tillsammans med Sofia Johnsson. Duon ingick bland annat i det officiella Linnéjubileet som anordnades av Linnésekretariatet vid Kungliga Vetenskapsakademien och jobbade då för Länsmusiken i både Kalmar och Blekinge.
Wilhelmsson är en feministisk visartist, har en PolMag vid Lunds universitet och har varit ledamot i RFSU:s förbundsstyrelse (2013-2015). Hon har tidigare varit förbundsordförande för Riksförbundet Visan i Sverige (2008-2010).

## Karriär
År 2005 skrev Wilhelmsson låten "På låtsas" ("Pretending") till datorspelet Hattrick. Låten spred sig bland Hattrickspelare över hela världen och översattes till flera olika språk.[källa behövs]
2013 spelade hon på P4 Västmanlands radioscen hos Sveriges Radio.
Wilhelmsson sjunger visan "Modingarna och alfabetet" i boken med samma namn, som kom ut 2014 och är skriven av författaren Annelie Salminen.
Hennes EP Visor på ackord som kom ut 2016 är en hyllning till kvinnor som jobbat inom svensk industri. Visorna baseras på intervjuer med industriarbetare från 1940-talet och framåt. Tonsättare på Visor på ackord är bland annat Ana Diaz och Sofie Livebrant.
År 2015 skrev hon jubileumsvisan "Kvinnor för fred och frihet" på uppdrag av IKFF, Internationella kvinnoförbundet för fred och frihet i samband med organisationens 100-årsjubileum.
Samma år fick Wilhelmsson Västerås stads kulturstipendium med motiveringen att hon "använder visor och ett engagerande scenspråk som medel för att skapa ett mer jämlikt samhälle. Med allvar, humor och ironi speglar hon träffsäkert vår samtid."

## Diskografi
- 2014 - ÄngelFängelse (Album)
- 2015 - "Jag vill tacka Ikea" (Singel)
- 2015 - "Kvinnor för fred och frihet" (Singel)
- 2016 - Visor på ackord (EP)